# Wilhelm Kienzl
Wilhelm Kienzl (født 17. januar 1857 i Waizenkirchen, Oberösterreich, død 3. oktober 1941 i Wien) var en østrigsk komponist.
Kienzl studerede i Graz og Wien musik og musikvidenskab, tog doktorgraden i sidstnævnte by, og holdt forelæsninger i München. I øvrigt var Kienzl operakapelmester i forskellige mindre byer og i München, kom under et ophold i Bayreuth (1879) under Wagners indflydelse og komponerede en del kammermusik og klaverværker "af lettere Faktur" (Riemann ) samt et par operaer (Urvasi og Heilmar der Narr).
Kendt i videre kredse blev Kienzl først i 1890'erne med operaen Der Evangelimann, der opførtes rundt om i Tyskland og vakte en betydelig opsigt på grund af det ejendommelige virkningsfulde (og »rørende«) emne og den folkelige, følelsesfulde musik. Evangeliemanden opførtes overalt i Tyskland og er også nået til Norden (København, Stockholm). Siden har Kienzl med held ladet opføre operaerne Don Quixote (1898) og navnlig Der Kuhreigen (1911). Han er forfatter til en Wagnerbiografi (1904, 7. oplag 1908), Betrachtungen und Erinnerungen (1909) med mere.
1920 komponerede han melodien til et digt Deutschösterreich, du herrliches Land skrevet af dr. Karl Renner; dette digt gjaldt til 1929 som en uofficiel nationalhymne for den første østrigske republik som varede fra 1919 til 1934.
Ved siden af Engelbert Humperdinck og Siegfried Wagner, som komponerede eventyroperaer, er Kienzl den vigtigste operaskaber i den romantiske Wagner-efterfølgelse. Ganske vist indeholdt Evangelimann, kendt gennem arien Selig sind, die Verfolgung leiden, elementer af den opkommende verisme; alligevel ligger Kienzls styrke snarere i folkelige scener. På det seneste har hans omfangsrige liedproduktion også fået opmærksomhed.
Under indtryk af de moderne musikstrømninger skrev han fra 1926 ingen store værker og opgav af helbredsgrunde helt at komponere i 1936.